# Shahi (regno)

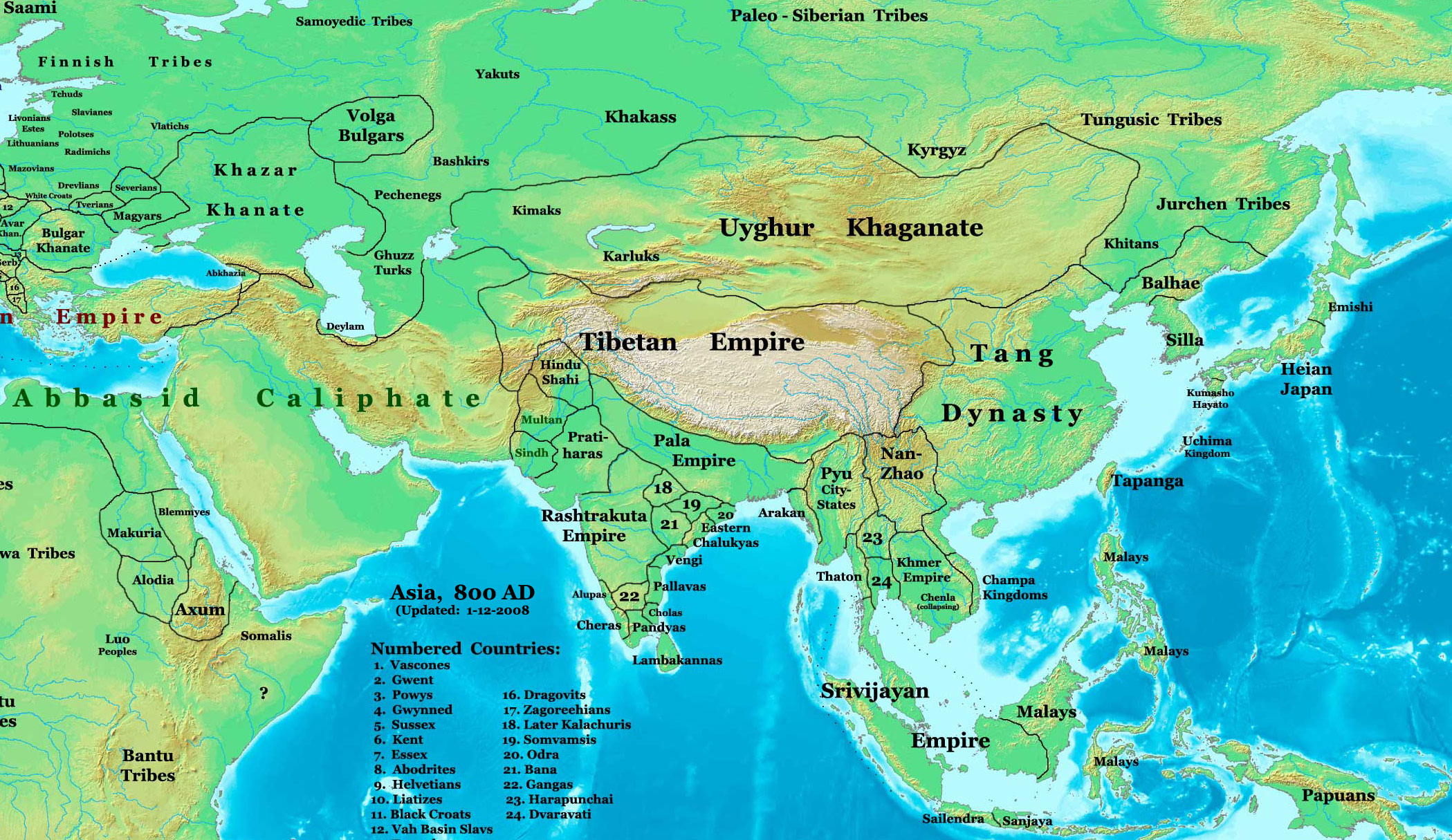
Gli Hindu Shahi in Asia nell'800 d.C.

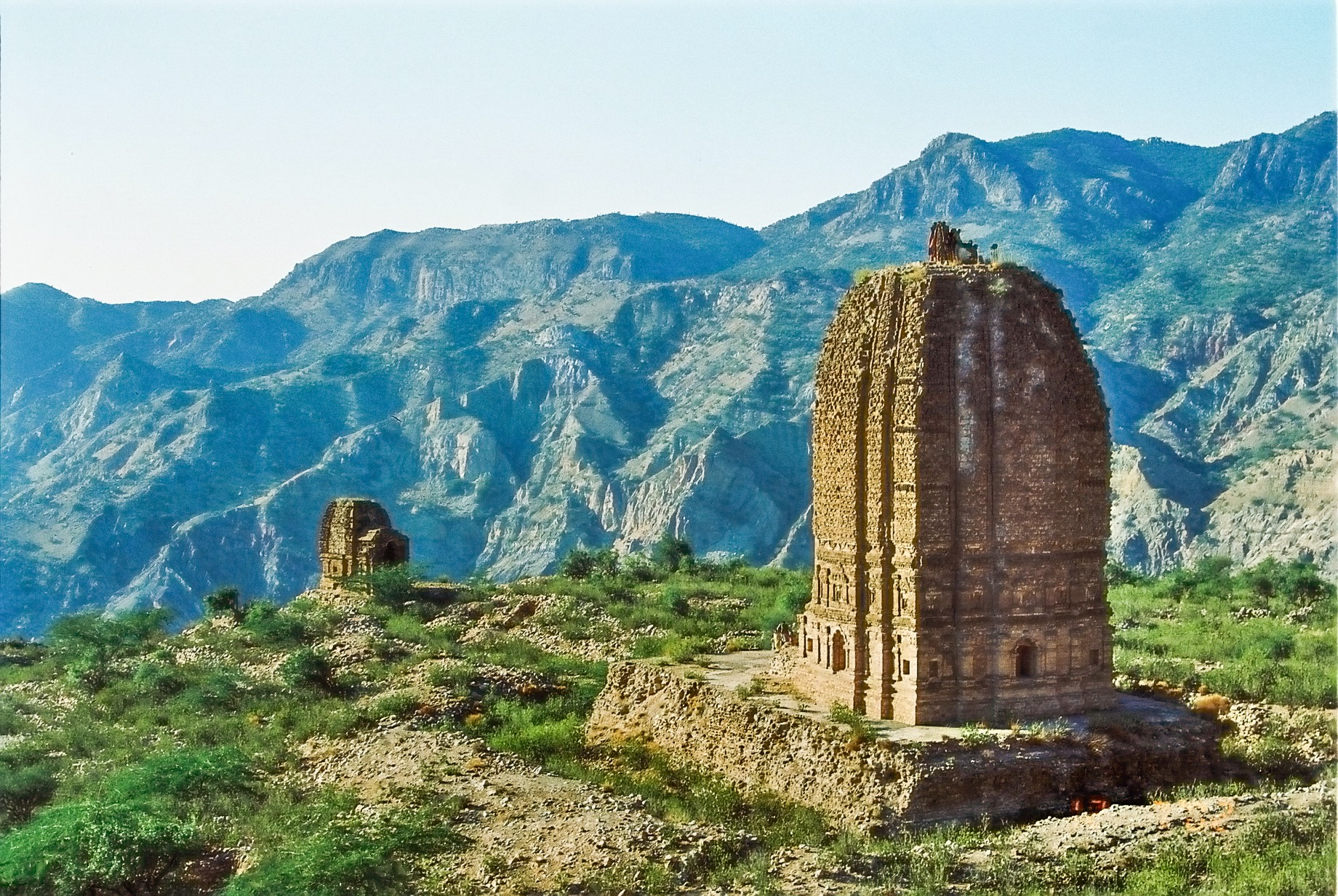
Il complesso templare hindu di Amb fu edificato tra il VII e il IX secolo, durante il dominio induista dell'Impero Shāhī.

Gli Shāhī, o Hindu Shāhī (in urdu برہمن شاہی, Barman Shāhī, ossia "regio, imperiale"), chiamati anche Kabul Shāhī, furono una dinastia hindu che regnò dal 879 al 1026 sulla Vallata di Kabul e sul Gandhara (attuale Pakistan, India settentrionale e Afghanistan nord-orientale) nel Medioevo indiano. 

Essi succedettero agli Shāhī turchi (o Turk Shāhī), di fede buddhista, discendenti di Kanishka, re tocario di Kushana. L'ultimo sovrano del Kushan, Lagatūrmān, fu sconfitto da Kallar, visir bramino, che fondò più tardi la dinastia degli Hindu Shāhī.
Due distinte dinastie che avevano governato la Vallata di Kābul e il Gandhara - una dinastia kshatri e una brahmana - furono rimpiazzate così dagli Hindu Shahi. Entrambe avevano usato la titolatura di Shāhī e quanto sappiamo di loro è il risultato di cronache, monete e iscrizioni epigrafiche studiate dai ricercatori, perché una storia consolidata su tale dominio non è mai giunta fino a noi.

## Il varṇa degli Shāhī di Kābul
Difficile dare una risposta soddisfacente circa l'inclusione dei discendenti bramini di Kellar (sulla base dell'onomastica, delle alleanze matrimoniali e del loro straordinario valore sul campo di battaglia) nel sistema castale (varṇa) della kṣatriya. Si ricorda come la parola onnicomprensiva ‘casta’ non possa denotare adeguatamente le differenti divisioni nella società hindu. Il sistema del varṇa si articola in 4 diverse classi sociali indù: quella dei Bramini, dei kṣatriya, dei vaishya (vaiśya) e dei shudra (śūdra), con la diffusa convinzione che fosse meglio sposarsi endogamicamente all'interno della propria casta.

## Difesa di Zabul da parte dei Shāhī kshatriya
Ad un certo punto il regno indù di Kapisha si divise. Nella sua parte occidentale si formò uno Stato separato, chiamato regno di Zabul. Si può supporre che si trattasse di una divisione familiare perché esistevano relazioni di consanguineità e politiche tra gli Stati di Kabul e Zabul.
Nel 700-701, ʿAbd al-Raḥmān ibn Muḥammad ibn al-Ashʿath fu inviato con 40000 guerrieri e fu in grado di raccogliere un bottino considerevole, ma fallì nel conseguire vantaggi territoriali – incorrendo così nel corruccio di al-Ḥajjāj ibn Yūsuf. Esasperato dalle minacce del governatore di Kufa, decise allora di ribellarsi e, al fine di rafforzare il proprio potere, sottoscrisse un trattato con lo Zanbil, o Rutbīl (il signore di quei territori, della branca meridionale degli Eftaliti il cui nome - che indicava la dignità regia - fu scambiato dagli Arabi musulmani d'allora per il nome proprio del regnante) che gli garantì asilo in caso di fallimento della sua azione contro il califfo omayyade.
Dopo alcuni iniziali successi, Ibn al-Ashʿath fu alla fine costretto a invocare la protezione del suo nuovo alleato indù. Il solido intervento del Rutbīl fermò l'espansione islamica e rese il Sistan una "frontiera nefasta" per gli Arabi.

Nel folklore, Rutbīl divenne l'eroe di molti racconti arabi sulle "guerre sante" lungo le frontiere del Hind. Gradualmente, gli Arabi del califfato cessarono dall'essere una potente forza politica e i Rutbil regnarono in una pace relativa per altri 150 anni.

## Regni islamici nelle prossimità degli Shahi

### Samanidi e Saffaridi
In teoria, il califfo, come vicario del Profeta, era la fonte principale di ogni autorità politica. I re e tutti i capi tribali gli erano subordinati e le sue decisioni potevano fornire la base legale per la loro autorità. Con il calare della potenza politica del califfato abbaside, i suoi governatori nel Khurasan dettero vita a propri reami potenti. La dinastia samanide (c. 819-1005 CE) controllava le aree a ovest e a nord dell'Hindu Kush fino a Balkh (attuale Mazar-i Sharif). Sotto il governo feudale vagamente centralizzato dei Samanidi, la Transoxiana e il Khurasan prosperarono, favorendo una notevole espansione all'industria e al commercio. I Samanidi erano grandi mecenati dell'arte e trasformarono Bukhara e Samarcanda in famosi centri culturali, rivaleggiando con Baghdad.

### La dinastia brahmana induista di Kabul
Secondo The Mazare Sharif Inscription of the Time of the Shahi Ruler Veka, scoperta abbastanza di recente del settentrione dell'Afghanistan, riportata del "Taxila Institute of Asian Civilisations" di Islamabad, Vakkadeva conquistò la regione settentrionale dell'attuale Afghanistan ‘con possenti forze’ e la governò. Eresse un tempio al dio Shiva in quei luoghi, inaugurato dal suo Parimaha Maitya (Gran Ministro). Batté anche monete di rame che avevano come modello un elefante e un leone, con una legenda che cita Shri Vakkadeva.

### La città di Kabul non viene attaccata
Muovendo da Balkh, il saffaride Yaʿqūb si sostiene abbia attaccato Kabul nell'870. "Se la parola Kabul stia a indicare la città o la Vallata di Kabul in generale, non è chiaramente stabilito. La sequenza degli eventi suggerisce tuttavia che si sia trattato di quest'ultima" (Abdur Rahman). Per quanto ne sappiamo, gli Shāhī avevano un loro governatore nell'Afghanistan settentrionale. L'invasione di questa provincia fu un attacco mirante a(llo Stato) di Kabul e al culto degli idoli, e gli idoli di Kabul erano forse quelli presenti nel tempio eretto a Shiva da Vakkadeva. Non ci sono indicazioni su una battaglia tra Yaʿqūb e il re di Kabul, visto che non esistono dati in merito.
Fu più o meno in questo periodo che gli Shāhī induisti spostarono la loro capitale da Kabul a Udabhandapura.

## Sovrani Shāhī
- Lalliya (Kallar, reg. ca. 870–902)
- Samand (reg. ?)
- Kamaluka (reg. ca. 902–940)
- Bhima Deva (reg. ca. 940–965)
- Jaya Pala (alias Jaipal) (reg. ca. 965–1001/2)
- Ananda Pala (reg. 1001/02–1012)
- Trilochana Pala (Tarojanapal) (reg. 1008/13–1021)
- Bhima Pala (reg. 1021–1026)